# Technische Universiteit van Durban
De Technische Universiteit van Durban is een technische universiteit in de provincie KwaZoeloe-Natal in Zuid-Afrika.

## Geschiedenis
De universiteit is in 2002 ontstaan door een fusie van Technikon Natal en ML Sultan Technikon en stond vroeger bekend als het Technologisch Instituut van Durban. De universiteit heeft vier campussen in Durban en twee in Pietermaritzburg. In 2005 stonden er rond 20.000 studenten ingeschreven.

## Campusen
- Steve Biko Campus, Durban
- Brickfield Campus, Durban
- City Campus, Durban
- ML Sultan Campus, Durban
- Ritson Campus, Durban
- Indumiso Campus, Pietermaritzburg
- Riverside Campus, Pietermaritzburg

## Verbonden

### Als hoogleraar
- Obie Oberholzer (1947), hoogleraar fotografie

### Eredoctoraten
- Steve Biko (1946-1977), apartheidsactivist, naar hem werd ook de grootste campus vernoemd
- Gordon Murray (1948), ontwerper van raceauto's